# 印尼之聲
印度尼西亚之声（簡稱印尼之声，VOI）隶属于印度尼西亚共和国广播电台。对外使用印尼之声进行广播。播出节目的语言有英语、阿拉伯语、华语、德语、法语、印尼语、日语和西班牙语。
华語節目播出時間
北京時間
19:00-20:00 3325, 4755 kHz
23:00-00:00 3325, 4755 kHz

## 外部連結
- 印度尼西亚之声 （页面存档备份，存于）

1. ↑  . voinews.id.   [2024-07-19]. （原始内容存档于2021-01-09）.